# Dif
Dif är ett samhälle i nordöstra provinsen i Kenya, nära den somaliska gränsen. En del av Dif ligger faktiskt på Somalias sida om gränsen.